# ウリチ地区
ウリチ地区（У́льчский райо́н）はロシア連邦ハバロフスク地方の地区（ラヨン）の一つで、行政中心地はボゴロツコエ村。

## 歴史
1933年までこの地区はボリシェ＝ミハイロフスキー（Больше-Михайловский）とウリチ＝ネギダル（Ульчско-Негидальский）の二つの地区だった。ウリチ地区となったのは1933年1月17日のことである。1934年まで下アムール管区（Нижне-Амурский округ；首府はニコラエフスク＝ナ＝アムーレ市）に属していた。1935年1月25日、同地区は新設の下アムール州（Нижне-Амурская область）の一部となり、1938年10月に下アムール州はハバロフスク地方の一部となった。1956年1月23日に下アムール州は廃止され、地方直轄となった。1963年2月に地区合併計画およびハバロフスク地方の領域変更に基づき、ウリチ地区はタフチンスキー地区（Тахтинский район）と合併してウリチ工業地区（Ульчский промышленный район）となり、1965年にウリチ地区へと再編され、行政中心地をボゴロツコエとした。

## 地理
ウリチ地区はハバロフスク地方の中東部に位置し、アムール川沿い南北340km広がる。面積39,310km2。南はヴァニノ地区、コムソモリスク地区、北西はポーリナ＝オシペンコ地区、北はニコラエフスク地区に隣接する。東は間宮海峡に面する。
地区内は大きく分けてウディリスコ＝キジンスカヤ低地（Удыльско-Кизинская）とアムール＝アムグン低地（Амуро-Амгуньская）の2つの低地に分かれる。北西にはチャヤティンスキー山脈（Чаятынский хребет）の平均標高500～600m、最大980mの尾根が延びる。アムール川右岸は最大標高700～800mの火山性高原であり、小川によって分断されている。カジ湖（Кади）とキジ湖（Кизи）のスシェヴァ岬（Сушева）とチハチェヴァ岬（Чихачева）といった峰々は死火山である。
キジ湖の南からはヤイ川（Яй）とムティ川（Муты）が流れ込んでおり、水源をフンミ山脈（Хумми）の北側に有する。この山脈の最高峰シャマン山（Шаман）は1182m。
アムール川は人々の生活と地区の経済開発において重要な役割を担う。この川は地区内のほぼ全ての集落をニコラエフスク＝ナ＝アムーレ、コムソモリスク＝ナ＝アムーレ、アムールスク、ハバロフスクといった都市と繋ぐ。アムールは単なる巨大な水路というだけでなく漁業コルホーズの経済活動の基礎なのである。アムール川へは以下の様な様々な規模の160の河川が流れ込む：アムグン川（Амгунь）、ビチ川（Бичи）、ピリダ川（Пильда）、リムリ川（Лимури）、ヤイ川（Яй）など。
最大の湖ウディリ湖（Удыль；390km2）はウフタ水路によってアムール川と接続されている。その他主要な湖はキジ湖（Кизи）、カジ湖（Кади）、イルクツコエ湖（Иркутское）、ドゥジンスコエ湖（Дудинское）、チェレムシャンノエ湖（Черемшанное）、ハランスコエ湖（Халанское）、ダリジンスコエ湖（Дальжинское）がある。
地区にとって重要なものは東の間宮海峡の海運である。伐採された材木の多くはデ＝カストリの港を通じて輸出される。

## 気候
温暖モンスーン気候。年間平均気温は内陸部で-0.8～-2.8℃、間宮海峡岸で0.5～0.9℃。年平均降水量は470～480mm。
冬は寒冷で乾燥しておりはっきりしている。最寒期1月の平均気温は-25～-28℃で、沿岸では約-18℃。最低気温は-45～-50℃。平均積雪日数170～180日
夏は穏やかで温暖湿潤。7月の平均気温は沿岸部で15～16℃、内陸部で17～19℃となる。最高気温は35℃に及ぶ。植物生育可能日数は約154日。

## 人口動態
2008年1月1日現在の人口は23,725人。都市人口はなし。2005年1月1日の推計人口は23,600人。最大の集落は行政中心地のボゴロツコエ村（セロ）で、人口4,232人（2002年）。二番目がデ＝カストリ町、人口3,724人（2002年）。
20を超える民族が居住しており、ツングース系民族（北方ツングース:エヴェン、エヴェンキ、ネギダール、ウデヘ、オロチ、南方ツングース:ナナイ、ウリチ）ニヴフ、チュクチ・カムチャツカ語族（チュクチ、コリャーク）、ドルガン、ハンティといったシベリア先住民を含む。

## 構成
18の農村居住区域を含む32の集落からなる。